# Trưng cầu dân ý hiến pháp Ý 2020
Một cuộc trưng cầu dân ý về hiến pháp về việc giảm quy mô của Quốc hội Ý đã được tổ chức tại Ý vào ngày 20 và 21 tháng 9 năm 2020. Ban đầu dự kiến được tổ chức vào ngày 29 tháng 3, cuộc trưng cầu dân ý đã bị hoãn lại sau sự lây lan của đại dịch COVID-19 tại Ý, và hậu quả là việc đóng cửa.
Các cử tri được hỏi liệu họ có thông qua luật hiến pháp sẽ sửa đổi Hiến pháp Ý ở nhiều khía cạnh khác nhau hay không, đáng chú ý nhất là bằng cách giảm số lượng nghị sĩ trong Nghị viện từ 630 xuống 400 ở Hạ viện và từ 315 xuống 200 ở Thượng viện. from 630 to 400 in the Hạ viện và từ 315 xuống 200 ở Thượng viện. Các thay đổi được đề xuất đã được chấp thuận, với 69,96% biểu quyết ủng hộ. Việc giảm số lượng nghị sĩ dự kiến sẽ xảy ra với cuộc tổng tuyển cử tiếp theo của Ý, dự kiến diễn ra không muộn hơn ngày 28 tháng 5 năm 2023.
Dự luật được thông qua là một trong hai cải cách hiến pháp được thông qua bằng một cuộc bỏ phiếu phổ thông ở Ý, cùng với cuộc trưng cầu dân ý năm 2001. Hai cải cách trước đó đã bị bác bỏ bởi các cuộc trưng cầu dân ý vào năm 2006 và 2016.